# Корибанти
Корибанти (грч. Κορύβαντες) су у грчкој митологији била демонска бића.

## Етимологија
Њихов назив има значење „накићени играчи“.

## Митологија
Били су рустични демони или духови који су потицали са Еубеје, па их је Зевс задужио да ту негују малог Диониса, заједно са нимфом Мистидом или Макридом, односно Загреја, кога му је родила Персефона. Нон је као њихове родитеље навео Сока и Комбу. С обзиром да су у заносу пратили Велику богињу (Реју или Кибелу) уз звуке фруле, кимбала или тимпана, при чему су се рањавали уз дивље крике, као њихова могућа мајка се помињала управо Реја. Неки изворе наводе да су они дошли из Колхиде, као и да их је њихов отац Сок протерао из Еубеје. Реја их је добила као своје пратиоце од титана. Касније су се придружили Дионису у његовом походу на Индију. Постоји и предање према коме су настали од Зевсових суза које су оросиле Земљу. Њихов број је био девет, десет или само три. Нон их је поменуо седам и назвао их је именима које су имали критски курети. Иначе су били поистовећивани са куретима, кабирима, дактилима и телхинима. Као њихов потомак се помињао Абант, први човек на Еубеји. Осим корибанта са Еубеје, помињали су се и исти демони са Самотраке, који су били саставни део тамошњих мистерија. То су били оклопљени играчи са копљем и штитом, који су се наводно сукобљавали уз ритам бубњева и тамбура и уз крике посвећеника. Ови корибанти су се једва разликовали од кабира. Како би се формирала група од девет играча, комбиновано је седам корибанта (колико их је и било), Аполонова сина, са два кабира, Хефестова сина. Њихови родитељи су били Аполон и Талија или Ретија или Зевс и Калиопа. Као њихови родитељи су се помињали и Хелије и Атена или се само као отац помињао Крон.
Помињале су се и жене, Корибанте, чији су родитељи били Аполон и муза Талија. То су биле играчице на светковинама у време зимске краткодневице.

## Култ
Оргијастички култ ових демона је пренесен из Мале Азије у Грчку током 7. века п. н. е.

## Биологија
Латинско име ових личности (Corybantes) је назив за род лептира.